# 200欧元纸币
二百欧元纸币（€200）是第二大面额及第二大尺寸（153 x 82 mm）的欧元纸币，自2002年欧元（以现金形式）面世以来开始流通。共有23个国家使用欧元作为它们的单一货币（22国具有法律地位），覆盖约3.32亿人口。
二百欧元纸币具有黄色色调，并描绘有新艺术风格（19至20世纪之间）的桥梁和拱门/门道。此外，该纸币还包含多项复杂的安全特点以确保真实性，例如水印、隐形油墨、全息投影和微缩印刷等。截至2022年7月，约有967,000,000张二百欧元纸币在欧元区之间流通。
为了因应大量的假钞问题，第二版的二百欧元纸币将与一百欧元纸币于2019年5月28日起发行。

## 历史
欧元设立于1999年，并在当时开始成为欧洲逾3亿人口使用的货币。但在面世的头三年中，它是以一种无形的货币存在，仅在会计工作中使用。欧元现金直至2002年1月1日才正式出台，它取代了欧元区内12国的国家性纸币及硬币，例如芬兰马克。
此后，斯洛文尼亚于2007年、塞浦路斯和马耳他于2008年、斯洛伐克于2009年、爱沙尼亚于2011年、拉脱维亚于2014年以及立陶宛于2015年先后加入欧元区。

### 转型期
将原有币种的纸币及硬币兑换成欧元的转型期历时约2个月，从2002年1月1日至2002年2月28日。本国货币停止作为法定货币的官方日期因各成员国的差异而有所区别。最早的日期是在德国，德国马克于2001年12月31日正式终止法定货币地位，尽管兑换周期长达2个月以上。而即便是在旧货币终止法定货币地位后，它们仍继续为各国央行所受理，时间从十年至永久。

### 变化
纸币在2003年11月前印有欧洲中央银行首任行长维姆·德伊森贝赫的签名，并在2003年11月1日由让-克洛德·特里谢所接替，后者的签名一直生效至2012年3月。2012年3月之后发行的纸币则印有欧洲中央银行第三任行长，即现任者马里奥·德拉基的签名。
迄今为止欧元纸币仍只有一个版次，但已发表一个与当前版次类似的新计划。欧洲中央银行将会在适当的时候公布第一版次纸币失去法定地位。
截至2012年6月，当前版次的纸币已无法反映欧洲联盟扩大至27个會员国的事实，其中塞浦路斯由于地图未及向东延伸而无法被描绘在纸币中；此外缺少的还有马耳他，这是因为它无法满足当前版次中所能描绘的最小尺寸。由于欧洲中央银行计划在每次发行的七至八年后对纸币进行重新设计，第二版次的纸币已处于筹备之中。新的生产和防伪技术将会被应用于新纸币上，但样式设计将采用与当前版次一致的主题和色调，以桥梁及门廊为主。无论如何，它们仍然会被辨识为一个新的版次。新版200欧元将同100欧元于2019年5月28日起开始流通。

## 设计

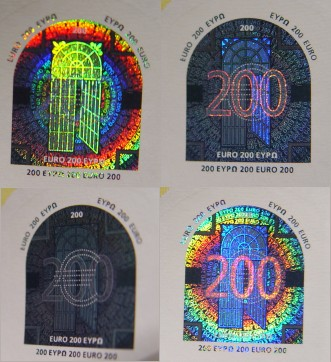
200欧元纸币的全息图，于不同角度的呈现效果

二百欧元纸币的尺寸为153毫米（6.0英寸）×82毫米（3.2英寸），并采用黄色的配色方案。所有欧元纸币都描绘了不同历史时期的欧洲风格桥梁及拱门/门廊；其中二百欧元纸币显示的是新艺术运动时期（19至20世纪之间）。虽然罗伯特·卡利纳的初始设计旨在展现真实的纪念物，但出于政治原因，桥梁和艺术作品仅仅是某一建筑时代的假想范例。
如同所有的欧元纸币，二百欧元纸币包含有面额、欧盟旗帜、欧洲央行行长的签名和以不同欧盟语言标示的银行缩写、欧盟领土的描绘、欧盟旗帜中的星星以及如下所示的多项安全特征。

### 安全特征
二百欧元纸币的防伪措施有：
- 光变油墨[17]被用于票面背部的数字，当观察纸币的角度发生变化时，它会显现出从紫色至褐色的不同颜色[19]。
- 阴阳互补对印数字位[17]于票面顶角，迎光观察，正背面图案会重合并组成一个完整的面额数字[20]。
- 全息投影[17]，用在票面上可呈现出在面额数字至窗户或门廊之间的全息图形变化，但在底色中则会呈现出由微缩文字组成、从贴片中心向边缘移动的彩虹色同心圆[19]。
- 圆圈星座[17]；圆圈星座防伪技术是自1996年起便可在全球多款纸币中找到的图案符号设计。它们的添加可帮助图形软件识别纸币在数字图像中的存在[17]。
- 水印[17]，可迎光出现透视[17]。
- 用于主要图像的压凸印刷[17]，票面正面的文字及面额数字均为凸起[21]。
- 紫外油墨（英语：Invisible ink）[17]；在紫外灯光下，纸张本身不发光，嵌入纸张的三色纤维呈现红、蓝、绿色，票面正面的欧盟旗帜呈绿色并配以橙色的星星，欧洲央行行长（现任为马里奥·德拉吉）的签名转为绿色，大星及小圈图案亦会在正面发光，而欧洲地图、桥梁及面额数字则会在背面呈黄色[22]。
- 微缩印刷[17]，票面的多个区域都有微缩印刷，例如正面（欧元的希腊语字符）的内部。微缩文字锐度高，但不模糊[22]。
- 嵌入票面纸张的安全线[17]。迎光观察将显示为暗条纹。单词及面额数字是以微缩字体嵌入安全线中[20]。
- 全息图中的齿孔[17]，并组成欧元符号。这里同样有微缩数字显示面额[20]。
- 稠面表层[17]；票面纸张是由纯棉制成，感觉清脆而坚韧，但不松软或光滑[21]。
- 条形码[17]；
- 序列号[17]。

## 流通及法律
二百欧元纸币是欧元区内流通量最低的纸币。截至2013年5月，共有186,560,700张€200现钞在欧元区内流通。这也意味着€200纸币的价值合共约为37,312,134,200欧元。欧洲中央银行会密切监控欧元纸币和硬币的库存及流通。这是欧元体系的任务，以确保欧元纸币高效和顺畅的供应，并保持其完整性。
就法律角度而言，无论是欧洲中央银行或是欧元区各国的中央银行都有发行7种不同面额的欧元纸币的权利。但在实践中，仅区内的国家中央银行实际发行和撤回欧元纸币。欧洲中央银行不设现金办事处，也不涉及任何现金操作。

## 追踪
在欧洲范围内还有几个社群的网民，其中大多数来自EuroBillTracker，会作为一种业余爱好对其经手的欧元纸币记录轨迹，以追踪和了解它们的去向和曾经游历的地点。这样做的目的是为了记录更多的纸币以尽可能了解其传播的细节，例如它们主要从何处游历至何处，通常在何处流动，并生成统计数据和排名，例如在哪个国家的流动性更高。截至2011年10月，EuroBillTracker已经登记了逾9600万纸币，价值超过18.76亿欧元。